# Eupithecia hastaria
Eupithecia hastaria là một loài bướm đêm trong họ Geometridae.